# Love (film fra 1920)
 For alternative betydninger, se Love. (Se også artikler, som begynder med Love)
Love er en amerikansk stumfilm fra 1920 af Wesley Ruggles.

## Medvirkende
- Louise Glaum som Natalie Storm
- Peggy Cartwright som Beatrice Storm
- James Kirkwood som Tom Chandler
- Joseph Kilgour som Alvin Dunning
- Edith Yorke